# فرنسيس إس. ويلسون
فرنسيس إس. ويلسون (بالإنجليزية: Francis S. Wilson)‏ هو قاضي أمريكي، ولد في 7 فبراير 1872، وتوفي في 14 مارس 1951.